# 小池ジョアンナ
Joanna（Joanna(小池ジョアンナ)、1990年7月11日 - ）は、東京都出身の歌手。本名は小池 渚安奈（読み方同じ）2023年7月、アーティスト名を小池ジョアンナからJoannaに改名。青山学院大学文学部英米文学科卒業。2025年1月、囲碁大使任命。囲碁は日本棋院認定免状・四段保持。

## 人物
東京都出身。英語、日本語、タガログ語のトリリンガルシンガーソングライター。
これまで、アニメ主題歌やゲーム挿入歌なども担当し、音楽活動をはじめ幅広いシーンで多彩な活動を展開。 
代表作にはアニメ「それでも世界は美しい」オープニングテーマ、アニメ「史上最強の弟子ケンイチ」エンディングテーマ、 任天堂Square Enixゲーム挿入歌など。
趣味の囲碁は四段の認定免状を持っている。少女時代に囲碁に非常に熱中しており、アマチュアの小学生が男女・学年の区別なく参加する少年少女囲碁大会の東京都大会で入賞している。
2025年1月、日本棋院より囲碁大使に任命される。

## 来歴
2007年
- 3月14日、シングル『Catch Your dream☆』（TVアニメ『史上最強の弟子ケンイチ』2期ED）でジェネオンエンタテインメントよりデビュー。
デビュー時の名前表記は『こいけ☆じょあんな』

2008年
- 9月28日、オフィシャルブログをアメーバーブログで開始。[4]

2013年
- 4月26日、ニコニコ超会議、岩崎夏海の言論ミニブースにてアシスタントとして参加。[5]

- 6月10日、名前の表記をKOIKE JOANNAから小池ジョアンナへ。[6]

- 7月27日、28日、代々木公園にてタイフェアin 東京2013に出演。[7]

- 12月1日、新宿ACEにてフィリピン台風被害復興企画 ～Pray For Philippines～ に出演。[8]

- 12月22日、代々木公園にて、NPO法人アジア子ども教育基金協会の創立25周年記念イベント「アジア クリスマス フェスティバル 2013」に出演。[9]

2014年
- 3月25日、青山学院大学卒業。[10]

- 4月4日、FM-FUJI『TOKYO GEEK NIGHT』（毎週金曜24時）に出演。初のFMレギュラー。[11]

- 8月1日、六本木morph-tokyoでのライブにて小池ジョアンナfeat.小池樹里杏、初ライブ。「ムテキノウタ」CD先行リリース。[12]

- 8月9日、小池ジョアンナfeat.小池樹里杏/「ムテキノウタ」CDリリース。[13]

- 9月25日、2015年1月31日、渋谷TAKE OFF 7にて1stワンマンライブ開催をブログで発表。
ワンマンまでの箱ライブ+ストリートで99本のライブしてワンマンを100本目にするという100本企画も同時に発表。[14]

- 10月28日、100本企画で初の大阪遠征ストリート（天王寺、梅田）。[15]

2015年
- 1月30日、渋谷TAKE OFF 7にて小池ジョアンナ1stワンマンライブ-Memories- 開催。ニューシングル「MAKE SMILE!!」リリース。[16]

- 5月9日、10日、港区芝公園にて第2回タイフェア in 芝公園2015に出演。[17]

- 7月1日、新宿シアターサンモールにて舞台、劇団K助Presents『ステージⅡ』(1～5日、7公演)に出演。初舞台。[18]

- 7月10日、渋谷TAKE OFF 7にて初の生誕祭『小池ジョアンナバースデーライブpresented by J-journey』開催。[19]

- 11月18日、学芸大学千本桜ホールにて舞台『流れる』（11月18日～22日）初主演。脚本演出は実妹小池樹里杏。劇中歌『タカラモノ』リリース[20]

- 12月29日、浜松FORCEにてライブ。初の浜松遠征。[21]

2016年
- 2月29日、Inter FM897「Happy Hour!」(DJトムセン陽子)出演。渋谷MODIサテライトスタジオにて公開放送、番組観覧。Inter FM初出演。[22]

- 5月28日、ハワイ、ホノルル市のハワイ・コンベンション・センターにて『第39回NAHOKU NANO HANO AWARD』に招待され参加。[23]

- 7月12日、由比ヶ浜、音霊OTODAMA SEA STUDIO『そうだ！海に行こう！！』ライブ。音霊初出演。[24]

- 8月7日、新宿HEAD POWERライブ以降、楽曲制作期間に入る。[25]

- 11月26日、公式ブログにてYouTube『ジョアンナチャンネル』開設を発表。[26]

2017年
- 3月8日、上野音横丁ライブにてシングル『NO LIMIT/タカラモノ』リリース。[27]

- 3月9日、、六本木morph tokyoライブ。8日上野を含めた2Daysライブをもって7ヶ月の楽曲制作期間を終了しライブ活動再開。

- 3月14日、デビュー10周年。[28]

- 3月26日、大阪遠征、美園ユニバース「ジョーブログ無料文化祭」出演。

- 4月9日、お台場TFTホール「う祭 ～UUUM CARNIVAL～ 2017春」参加。PACHI PACHI FACTORYのブースにてCD「恋する週末」無料配布。[29]

- 4月28日、映画「離れても離れてもまだ眠ることを知らない」(霞翔太監督、6/6公開)の翻訳を脚本、演出家で実妹の小池樹里杏と共に担当。[30]

- 5月16日、オンナノコノミカタ企画「日本全国ミカタノタビ」川崎ストリート

- 5月17日、オンナノコノミカタ企画「日本全国ミカタノタビ」大阪なんば、梅田ストリート

- 5月18日、オンナノコノミカタ企画「日本全国ミカタノタビ」京都河原町ストリート

## ディスコグラフィ

### アルバム
| #   | 発売日         | タイトル                                              | 収録曲                                                      |
| --- | -------------- | ----------------------------------------------------- | ----------------------------------------------------------- |
| 1st | 2023年7月7日   | 『My Treasure』                                       | 『My Treasure』                                             |
| 1st | 2023年7月7日   | 『My Treasure』                                       | 『HELLO,NEW WORLD』                                         |
| 1st | 2023年7月7日   | 『My Treasure』                                       | 『星屑ネイビー』                                            |
| 1st | 2023年7月7日   | 『My Treasure』                                       | 『セカイ』                                                  |
| 1st | 2023年7月7日   | 『My Treasure』                                       | 『Moonlight』                                               |
| 1st | 2023年7月7日   | 『My Treasure』                                       | 『Calling』                                                 |
| 1st | 2023年7月7日   | 『My Treasure』                                       | 『Run to you』                                              |
| 1st | 2023年7月7日   | 『My Treasure』                                       | 『Losing』                                                  |
| 1st | 2023年7月7日   | 『My Treasure』                                       | 『ALWAYS.』                                                 |
| 1st | 2023年7月7日   | 『My Treasure』                                       | 『ai』                                                      |
| 1st | 2023年7月7日   | 『My Treasure』                                       | 『あなたへ(Re-arranged Ver.)』                              |
| 1st | 2023年7月7日   | 『My Treasure』                                       | 『Candy Song!(舞台「テムとゴミの声』Joaana as プラチッキ)』 |
| 2nd | 2024年11月27日 | 『Lights need Shadow』 Joanna with MONOLITHIC PROJECT | 『Re:Start』                                                |
| 2nd | 2024年11月27日 | 『Lights need Shadow』 Joanna with MONOLITHIC PROJECT | 『ARCANA』                                                  |
| 2nd | 2024年11月27日 | 『Lights need Shadow』 Joanna with MONOLITHIC PROJECT | 『Dear Mind』                                               |
| 2nd | 2024年11月27日 | 『Lights need Shadow』 Joanna with MONOLITHIC PROJECT | 『ホットコーヒー』                                          |
| 2nd | 2024年11月27日 | 『Lights need Shadow』 Joanna with MONOLITHIC PROJECT | 『Loup-Garou "A Tale of Shadows"』                          |
| 2nd | 2024年11月27日 | 『Lights need Shadow』 Joanna with MONOLITHIC PROJECT | 『Live and Believe』                                        |
| 2nd | 2024年11月27日 | 『Lights need Shadow』 Joanna with MONOLITHIC PROJECT | 『Re:Start -English Version-』                              |
| 2nd | 2024年11月27日 | 『Lights need Shadow』 Joanna with MONOLITHIC PROJECT | 『ARCANA -English Version-』                                |

### シングル
| 枚  | 発売日         | タイトル                                              | 品番       |
| --- | -------------- | ----------------------------------------------------- | ---------- |
| 1st | 2007年3月14日  | 『Catch Your Dream☆ / I will be there』               | GNCA-7912  |
| 2nd | 2007年5月30日  | 『Run Over / ひこうき雲』                             | GNCA-7913  |
| *   | 2014年3月29日  | 『COLRFUL』                                           | 自主制作   |
| 3rd | 2014年8月9日   | 『ムテキノウタ / No.1 / Secret..♡』 feat.小池樹里杏   | APCD-10002 |
| 4th | 2015年1月30日  | 『MAKE SMILE!! / All For You / 100回のありがとう』    | APCD-10004 |
| *   | 2015年11月18日 | 『タカラモノ』 feat.バーチーズ                        | 自主制作   |
| *   | 2017年3月8日   | 『NO LIMIT/タカラモノ』                               | 自主制作   |
| *   | 2020年7月11日  | 『Hello,New World/あなたへ』                          |            |
| *   | 2021年7月７日  | 『All Of My Life』                                    | （配信）   |
| *   | 2021年10月31日 | 『DANCE WITH ME』                                     | （配信）   |
| *   | 2021年11月30日 | 『タカラモノ』                                        | （配信）   |
| *   | 2021年12月31日 | 『あなたへ』                                          | （配信）   |
| *   | 2024年6月26日  | 『Re:Stat / ARCANA』with MONOLITHIC PROJECT           | （配信）   |
| *   | 2024年9月18日  | 『Dear Mind / ホットコーヒー』with MONOLITHIC PROJECT | （配信）   |

### オムニバス参加作品
| 発売日         | タイトル                             | 参加楽曲 | 品番        |
| -------------- | ------------------------------------ | --- | ----------- |
| 2012年10月17日 | 『TOKYO NEXT GIRLS』                 | (#3)『I will be there』 | SFCA-11201  |
| 2013年7月10日  | 『常夏ジャパレゲ祭～Love&Respect～』 | (#8)『この夜を止めてよ』(ORIGINAL BY JUJU) (#12)『逢いたい』feat. Tiara(ORIGINAL BY エイジア エンジニア) (#15)A Perfect Sky(ORIGINAL BY BONNIE PINK) (#30) LA・LA・LA LOVE SONG(ORIGINAL BY 久保田利伸) | STEAD-00003 |
| 2014年5月14日  | 『それでも世界は美しい』             | (#2)『BEAUTIFUL WORLD』 | VPCG-84972  |
| 2020年8月10日  | 『Homes』                            | -disc3-『Complication』 |             |

## タイアップ
| 楽曲名                   | 収録CD                | タイアップ作品名                             |
| ------------------------ | --------------------- | -------------------------------------------- |
| 『Catch Your Dream☆』    | 『Catch Your Dream☆』 | TVアニメ『史上最強の弟子ケンイチ』2期ED      |
| 『Run Over』             | 『Run Over』          | TVアニメ『史上最強の弟子ケンイチ』3期ED      |
| 『それでも世界は美しい』 | 『BEAUTIFUL WORLD』   | 日本テレビ系アニメ『それでも世界は美しい』OP |
| 『タカラモノ』           | 『タカラモノ』        | 舞台『流れる』劇中歌                         |

## 出演

### テレビ
- 『囲碁フォーカス』（2021年5月30日、NHK Eテレ）
- 『新春囲碁スペシャル「人気チームでリレーGOバトル」』（2022年1月2日、NHK総合）

### ラジオ
- 『A Thousand Miles』（2016年4月6日 - 2017年3月22日 Inter FM897）毎週水曜深夜 全51回 レギュラー[33][34]
- 『たけ坊のナイナイnight！！』（2017年5月6日- かつしかFM）番組アシスタント[35]
- 『TOKYO GEEK NIGHT』（2014年4月4日-12月26日、FM-FUJI）Alodia Gosiengnfiaoとの共同レギュラー

### Web・ネット番組
- 『ハックルベリーに会いに行く』（2013年5月6日-、ニコニコ生放送）レギュラーアシスタント [36]
- 『ぴーたーの大冒険【Fondi英会話】』（2023年5月28日-、YouTube）レギュラー

### 舞台
- 『テムとゴミの声』（2022年12月25日、下北沢楽園）プラチッキ役で出演。脚本演出は実妹小池樹里杏。
- 『テムとゴミの声』　第２章ーまた会えたならー(2024年2月28日〜3月3日、渋谷シブゲキ!!）カボス役で出演。脚本演出は実妹小池樹里杏。

### ステージ
- バースデーワンマンライブ『Reunion』（2021年7月11日、青山月見ル君想フ）
- アコースティックワンマンライブ『Joa House』（2021年12月9日、三軒茶屋GRAPEFRUIT MOON）
- Joanna Koike 15th Anniversary LIVE『Thanks to you』（2022年3月13日、新宿SACT!）昼夜２公演
- 『Joa House vol.2 〜OSAKA BON BON〜』（2022年11月26日、芦原橋Studio＆Cafe Make）
- 『Joanna Koike Birthday Live 2023 My Treasure』（2024年7月11日、渋谷REX）
- 『Joanna Live "My Treasure" in Osaka』（2024年9月10日、芦原橋Studio＆Cafe Make）
- 『Sound Quest』（2024年1月29日、青山RizM）主催
- 『Joaana Birthday Live 2024【Re:Start】』（2024年7月11日、六本木unravel tokyo）
- 『JOYFEST!!』（2024年10月19日、京橋Arc）共同主催
- 『Joaana Birthday Live 2024【Re:Start】』in Osaka（2024年10月20日、芦原橋Studio＆Cafe Make）
- 『JOANNA LIVE AT 湯島囲碁喫茶』（2024年12月21日、湯島囲碁喫茶)
- 『Lights beyond Shadow』（2025年1月21日、四谷LOUTS）with MONOLITHIC PROJECT